# Chema Antón
José María Antón Samper, detto Chema (Casas del Señor, 19 marzo 1989), è un calciatore spagnolo, difensore del Pinoso CF.

## Carriera

### Club
Antón entra a far parte delle giovanili del Real Madrid nel 2003, all'età di 14 anni. Quattro anni più tardi fa il suo debutto professionistico, trascorrendo tre stagioni intere con la squadra B, in Segunda División B. Senza aver ancora debuttato in Liga, appare in panchina in prima squadra nell'ultima partita di Bernd Schuster alla guida dei Merengues, una sconfitta casalinga per 3-4 contro il Siviglia il 7 dicembre 2008; durante la successiva partita, una sconfitta per 0-2 con il Barcellona nel giorno del debutto di Juande Ramos, è ancora una riserva non utilizzata. Il 28 luglio 2010 passa al Betis Siviglia, trascorrendo tutta la stagione in Andalusia con la squadra delle riserve, anche con la terza squadra. Nell'estate 2011, dopo un periodo di prova, viene ingaggiato dal Salisburgo. Esordisce in Fußball-Bundesliga il 24 luglio 2011, nella vittoria esterna 0-1 contro il Wacker Innsbruck.

## Palmarès

### Club

#### Competizioni nazionali
- Campionato austriaco: 1

Salisburgo: 2011-2012
- Coppa d'Austria: 1

Salisburgo: 2011-2012